# Ronald Fonseca
Ronald Fonseca da Silva, mais conhecido como Ronald Fonseca (Nova Iguaçu, 6 de fevereiro de 1975) é um produtor musical, arranjador, multi-instrumentista e compositor brasileiro, notório por seus trabalhos na música cristã contemporânea.
Iniciou sua carreira na década de 1990 como produtor musical e instrumentista e, no início da década de 2000, como produtor de músicos da gravadora Zekap Gospel. Logo após isso, Ronald foi convidado a ingressar banda Toque no Altar, da qual foi um dos fundadores. Ronald ganhou notoriedade como tecladista um dos principais compositores do grupo, também sendo responsável pela composição de várias músicas da banda, como "Deus de Promessas". No final de 2006, deixou o Toque no Altar para fundar o Trazendo a Arca, banda na qual permaneceu até 2012. Em 2020, Ronald participou da reunião da formação original do Trazendo a Arca.
Fora os seus trabalhos com o Trazendo a Arca e colaborações ocasionais com a carreira solo do cantor Davi Sacer, Ronald também fundou a banda Sing Out em 2016. Em seu crédito, também estão obras de artistas e bandas como Altos Louvores, Sérgio Lopes, Marquinhos Gomes, Carlinhos Felix, Rose Nascimento, Pamela e Unção de Deus. Ronald Fonseca foi premiado no Troféu Talento 2006, na categoria Melhor Compositor.

## História
Ronald foi auto-didata depois estudou na Unirio e na Berklee College of music. Aos 17 anos, começou a trabalhar profissionalmente e realizou sua primeira gravação profissional juntamente com o grupo Altos Louvores no álbum Lágrima no Olhar (1993). Neste disco, além de tocar os pianos, participou de vários arranjos e a partir daí, começou a se interessar na área de produção musical.
Não muito tempo depois, Ronald Fonseca produziu obras de vários nomes da música evangélica, como Ludmila Ferber, Carlinhos Felix, Davi Sacer, Rose Nascimento, Eyshila e Sérgio Lopes. Produziu também todos os CDs do Unção de Deus e produziu álbuns notáveis, como Marca da Promessa, do Trazendo a Arca, Olha pra Mim e Deus de Promessas, do Toque no Altar.
Em 2012, durante a produção do álbum Na Casa dos Profetas e a comemoração dos dez anos do Trazendo a Arca, saiu da banda. Após sua saída do Trazendo a Arca, Ronald passou a produzir outros artistas, incluindo seu ex-colega de banda Davi Sacer no disco Meu Abrigo (2015). No ano seguinte, Ronald Fonseca reuniu Davi Sacer e Luiz Arcanjo para gravar uma nova versão da música "Se a Nação Clamar", que contou com a participação de outros intérpretes como Fernandinho, Daniela Araújo, Marcus Salles e Nívea Soares. Foi a primeira gravação de Ronald com Davi e Luiz músicos juntos desde 2009.
Em julho de 2016, Ronald fundou a banda Sing Out, formada pelo tecladista com os vocalistas Pedro Henrique e Maressa Cruz. Como um trio, a banda lançou apenas um álbum, chamado Grande É o Senhor, lançado em 2017. A banda encerrou suas atividades em 2019.
Em maio de 2020, durante a pandemia de COVID-19, Ronald Fonseca se reuniu com os integrantes da formação original do Trazendo a Arca para um show virtual. Foi a primeira vez de Ronald com a banda desde 2012.

## Vida pessoal

### Relacionamentos
Ronald Fonseca é casado com Viviane Guimarães. Ela foi responsável pelo trabalho fotográfico de obras do Trazendo a Arca, como as fotografias de Entre a Fé e a Razão. Igor Fonseca, filho do casal, é baterista.

### Saúde
Ao longo de sua carreira no Trazendo a Arca, Ronald Fonseca passou por problemas de saúde mental. Em 2007, com os conflitos judiciais entre o álbum Marca da Promessa, o Trazendo a Arca entrou em uma rotina intensa de shows e apresentações pelo Brasil. Segundo Ronald em uma série de vídeos publicados em 2021, a nova rotina e as tensões das disputas judiciais o desregulou emocionalmente, e o tecladista passou a lidar com crises depressivas, com ideação suicida, sempre que o grupo passasse por períodos com menos agendas. Segundo ele, a rotina de viagens e compromissos interferia no tratamento, de forma que a situação foi piorando ao longo dos anos. Fonseca disse mais tarde que a sua saída da banda, durante as gravações de Na Casa dos Profetas, ocorreu entre uma dessas crises de ideação suicida. O músico também contou que sua saúde só começou a se regular anos depois de deixar o Trazendo a Arca.

## Discografia
- 1993: Lágrima no Olhar - Altos Louvores
- 1996: Vidas e Futuros - Sérgio Lopes
- 2000: Sérgio Lopes Ao Vivo (com Marcos Bonfim) - Sérgio Lopes
- 2001: Tudo Que Sou - Pamela
- 2002: Sempre Fiel (com Paulo Roberto, "Bebeto") - Rose Nascimento
- 2003: Ao Vivo - Rose Nascimento
- 2003: Toque no Altar - Toque no Altar
- 2004: Para o Mundo Ouvir - Rose Nascimento
- 2005: Deus de Promessas - Toque no Altar
- 2005: Para Chamar Tua Atenção - Unção de Deus
- 2006: Toque no Altar e Restituição - Toque no Altar
- 2006: Olha pra Mim - Toque no Altar
- 2007: Getsêmani - Sérgio Lopes
- 2007: Deus de Promessas ao Vivo - Toque no Altar
- 2007: Marca da Promessa - Trazendo a Arca
- 2007: Ao Vivo no Japão - Trazendo a Arca
- 2008: Separados - Unção de Deus
- 2008: Deus não Falhará - Davi Sacer
- 2008: Ao Vivo no Maracanãzinho - Trazendo a Arca
- 2009: Pra Tocar no Manto - Trazendo a Arca
- 2009: Herdeiro da Promessa - Aliança do Tabernáculo
- 2009: Salmos e Cânticos Espirituais (Com Wagner Derek) - Trazendo a Arca
- 2009: Ao Vivo no Maracanãzinho - Volume 1 - Trazendo a Arca
- 2009: Ao Vivo no Maracanãzinho - Volume 2 - Trazendo a Arca
- 2010: Estou Pronto - Unção de Deus (com Jamba)
- 2010: Entre a Fé e a Razão - Trazendo a Arca
- 2011: Minhas Canções na Voz dos Melhores - Volume 4 - Vários artistas
- 2011: Live in Orlando - Trazendo a Arca
- 2012: 10 Anos - Trazendo a Arca e Toque no Altar
- 2012: Na Casa dos Profetas - Trazendo a Arca (apenas arranjos)
- 2014: Confia - Unção de Deus
- 2015: Meu Abrigo - Davi Sacer
- 2016: Há Poder no Nome de Jesus - Apascentar de Louvor
- 2017: Grande É o Senhor - Sing Out
- 2019: 15 Anos - Davi Sacer
- 2020: O Encontro - Trazendo a Arca e Davi Sacer
- 2023: Canções Inesquecíveis - Trazendo a Arca e Toque no Altar
- 2023: Especial 20 Anos - Davi Sacer e Verônica Sacer
- 2023: Legado - Apascentar de Louvor